# 司馬建之
司马建之（?—?），东晋宗室，南顿王司马宗曾孙，司马柔之之子。
晋孝武帝太元年间司马柔之绍封齐王，晋安帝元兴元年（402年），会稽王司马道子将讨桓玄，司马柔之兼侍中，以驺虞幡宣告江州、荆州二州，二月至姑孰，被桓玄军杀害。赠光祿勳。司马建之袭封齐王。晋恭帝元熙二年（420年），刘宋受禅，齐国国除。
| 前任： 司马柔之 | 晋朝齐王 403年－420年 | 繼任： 国除 |